# Grolley
Grolley é uma comuna da Suíça, no Cantão Friburgo, com cerca de 1.527 habitantes. Estende-se por uma área de 5,32 km², de densidade populacional de 287 hab/km². Confina com as seguintes comunas: Autafond, Belfaux, Léchelles, Misery-Courtion, Ponthaux.
A língua oficial nesta comuna é o Francês.